# 岡田賢一郎
岡田 賢一郎（おかだ けんいちろう、1965年1月2日- ）は、日本の実業家、料理人である。

## 経歴・人物
大阪府堺市出身。高校在学中の1982年に「焼肉亭 マダン」でアルバイトをはじめ、社員に抜擢され、そのまま就職。四ツ谷に本店を構える「ル・オテル・ドゥ・ミクニ」のオーナーシェフ、三國清三のスタイルに触発され、焼肉店にとらわれない様々なスタイルの料理を開発し、異彩を放つ。
1993年「ちゃんと。心斎橋店」を創業し、独立。1995年には、株式会社ちゃんと」を設立、グループの代表となると共に、「Ken's Dining（ケンズダイニング）」「美食酒家 ちゃんと。」「斬新和食 橙家」「新中華菜々 熱烈食堂」など、内装デザイナーに森田恭通を起用した、デザイナーズレストランを次々と展開。
1995年、岡田が考案した「キムチの王様」が、第1回日経レストランメニューグランプリ大賞を受賞したことを契機に事業を拡大し、全盛期は従業員2000名超、売上は80億円にまでのぼり、「カリスマ経営者」として時代の寵児となったが、2002年頃より失速し、2011年に「株式会社ちゃんと」は民事再生法適用を申請、倒産する。
2015年、ソルト・グループ代表の井上盛夫の下で、和牛コーディネーターの浜田寿人がプロデュースする焼肉店「ジ・イノセント カーベリー」でシェフとして起用された。